# Präsidium des 11. Deutschen Bundestages

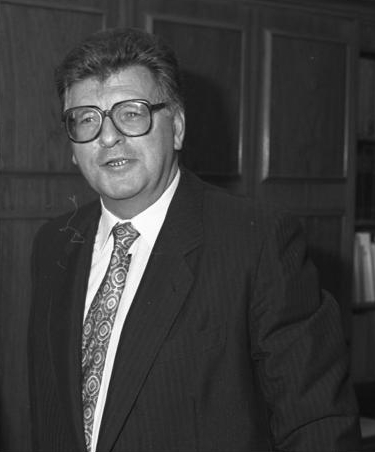
Philipp Jenninger

Das Präsidium des 11. Deutschen Bundestages bestand zunächst aus dem Bundestagspräsidenten Philipp Jenninger (CDU) sowie den vier Stellvertretern Annemarie Renger, Heinz Westphal (beide SPD), Richard Stücklen (CSU) und Dieter-Julius Cronenberg (FDP). Nach Jenningers Rücktritt vom Amt des Bundestagspräsidenten wählte der Bundestag Rita Süssmuth (CDU) zu seiner Präsidentin.

## Wahl des Präsidenten des Bundestages
Die Wahl des Bundestagspräsidenten fand in der konstituierenden Sitzung des am 25. Januar 1987 neu gewählten Bundestags am 18. Februar 1987 statt. Den Wahlvorgang leitete wie schon 1983 der Alterspräsident und Altbundeskanzler Willy Brandt (SPD). Da die Union nach der Bundestagswahl weiterhin die stärkste Fraktion stellte, hatte sie traditionell das Recht, den Bundestagspräsidenten zu stellen. Der Unions-Fraktionsvorsitzende Alfred Dregger schlug den bisherigen Präsidenten Philipp Jenninger vor. Dieser erhielt 393 der 514 abgegebenen Stimmen, was 76,46 % entsprach.

## Wahl der Vizepräsidenten
Der Wahl der Vizepräsidenten ging wie schon vier Jahre zuvor nach einer Abstimmung über die Zahl der Vizepräsidenten voraus. Die Grünen und die SPD beantragten, die Zahl der Vizepräsidenten auf fünf zu erhöhen, damit auch die Grünen im Präsidium vertreten sein könnten. CDU/CSU und FDP lehnten dies ab, weswegen es weiterhin vier Vizepräsidenten gab. Wie schon 1983 wurden die Vizepräsidenten geheimer Abstimmung gewählt, jedoch in einem zusammengefassten Wahlgang. Es kandidierten die bisherigen Vizepräsidenten Annemarie Renger, Heinz Westphal (beide SPD), Richard Stücklen (CSU) und Dieter-Julius Cronenberg (FDP). Die Grünen stellten Christa Nickels auf.

### Ergebnis der Wahl der Vizepräsidenten
Es wurden insgesamt 510 Stimmen abgegeben. Ein Abgeordneter hat sich enthalten.
| Kandidat                       | Stimmen | Anteil  |
| ------------------------------ | ------- | ------- |
| Annemarie Renger (SPD)         | 449     | 88,04 % |
| Richard Stücklen (CSU)         | 375     | 73,53 % |
| Dieter-Julius Cronenberg (FDP) | 366     | 71,76 % |
| Heinz Westphal (SPD)           | 326     | 63,92 % |
| Christa Nickels (Grüne)        | 119     | 23,33 % |

Damit waren Annemarie Renger, Richard Stücklen, Heinz Westphal und Dieter-Julius Cronenberg zu Bundestagsvizepräsidenten gewählt.

## Zweite Wahl des Präsidenten
Philipp Jenninger trat am 11. November 1988 aufgrund der Kontroversen um seine einen Tag zuvor gehaltene Rede zum 50. Jahrestag des Novemberpogroms von seinem Amt zurück. Der Bundestag wählte am 25. November 1988 Rita Süssmuth mit 380 von 475 Stimmen (80 %) zur Bundestagspräsidentin. Sie war nach Annemarie Renger die zweite Frau, die dieses Amt bekleidete.